# Берізка смолоносна
Берізка смолоносна (Convolvulus scammonia) — вид трав'янистих рослин родини берізкові (Convolvulaceae), поширений у західній Азії, Греції, Україні.

## Опис
Багаторічна рослина 80–150 см завдовжки. Віночок світло-жовтий, 25–40 мм нагорі на складках червонуватий. Квітки на довгих пазушних квітконіжках по 2–4. Стебла тонкі, розгалужені, голі. Листки з довгими черешками, трикутно-стрілоподібні.

## Поширення
Європа: Греція, Україна — Крим; Азія: Туреччина, Ізраїль, Йорданія, Ліван, Ірак, Сирія, Синай — Єгипет.
В Україні зростає в рідколісся, серед чагарників, на скелях — у гірському Криму, в основному на ПБК (між Севастополем і Алуштою). Входить до переліку видів, які перебувають під загрозою зникнення на території м. Севастополя.

## Галерея

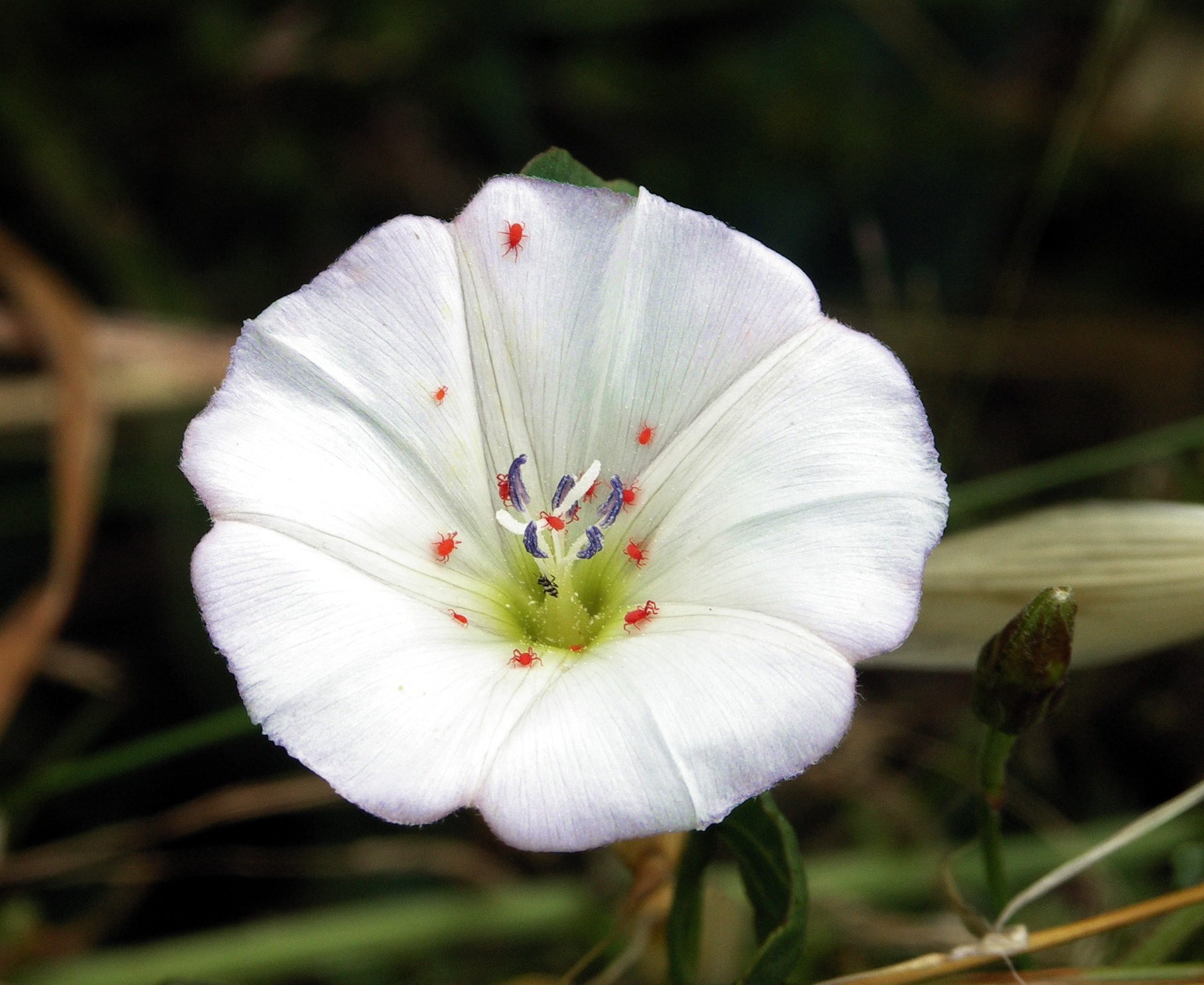
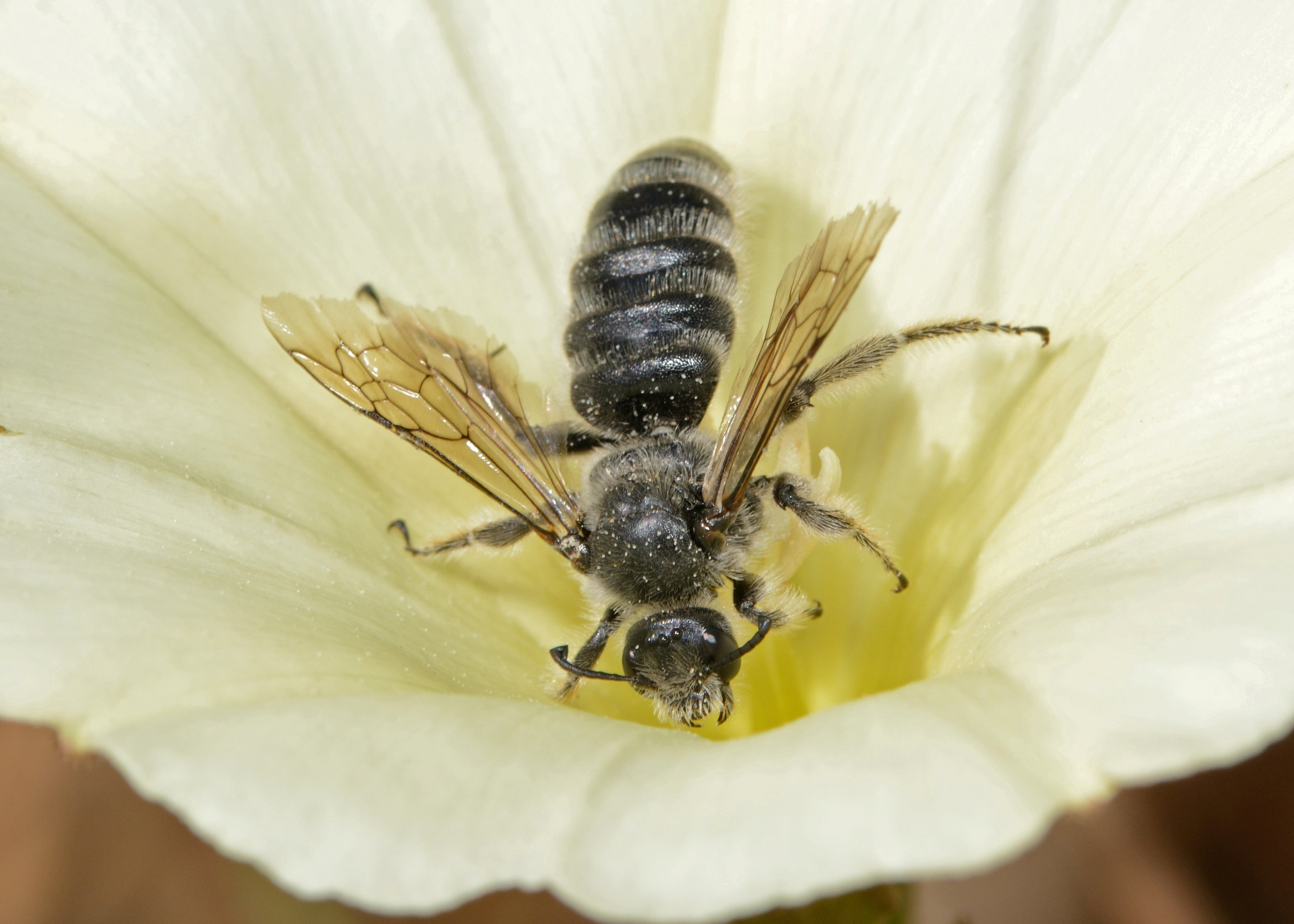
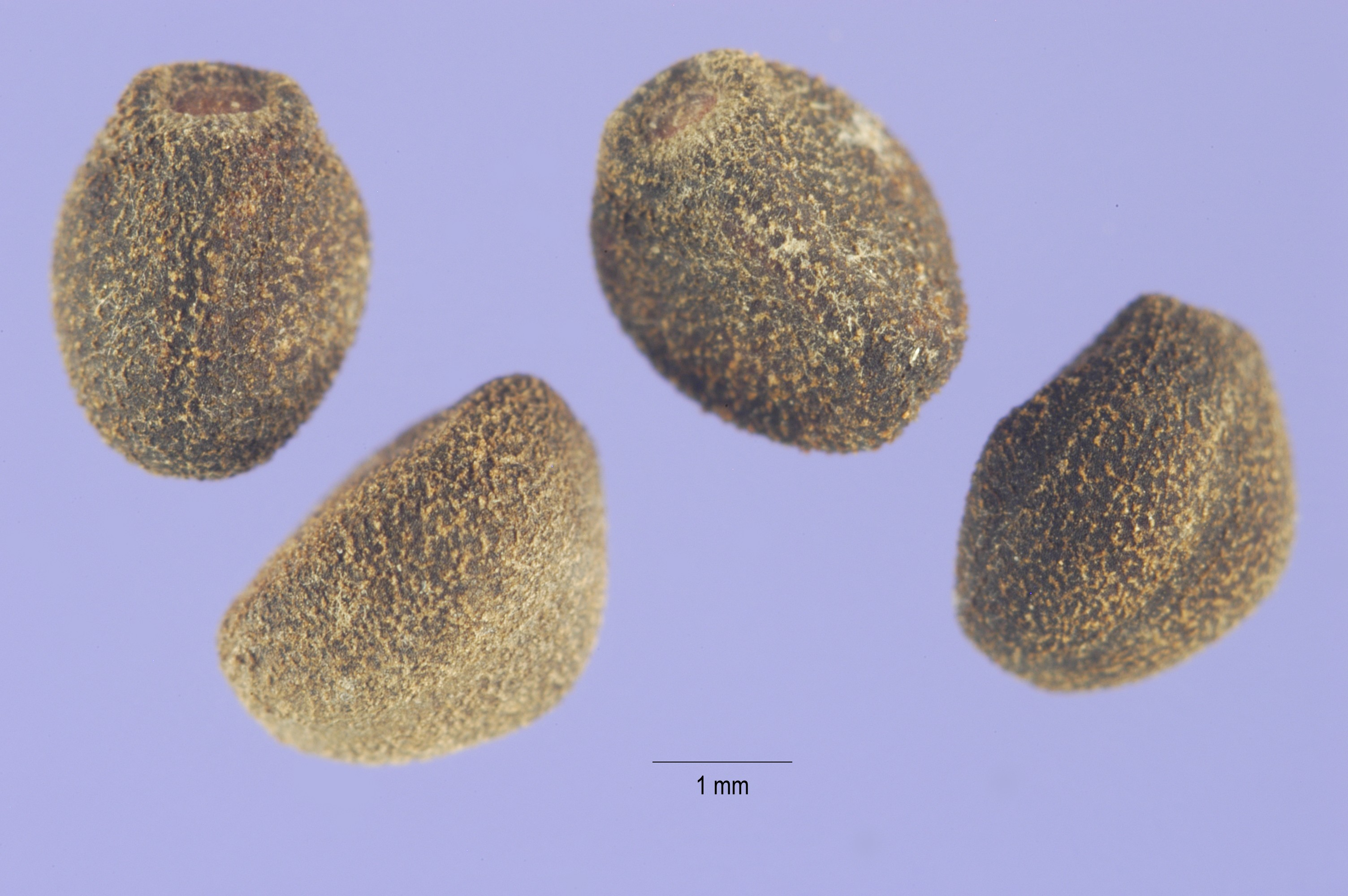
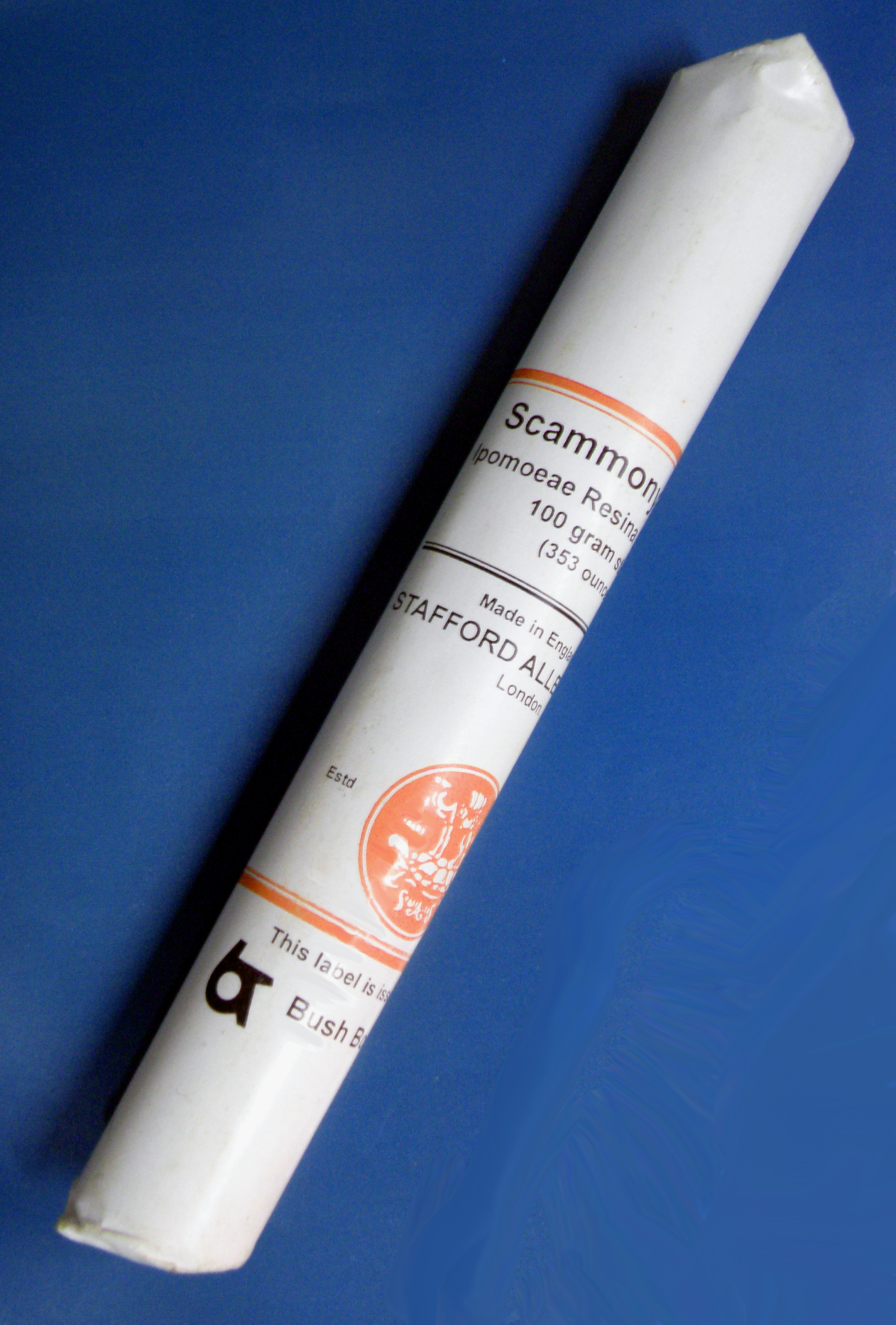